# Мстиславль
Мстисла́вль (бел. Мсцісла́ў, часто Амсці́слаў) — город в Могилёвской области Беларуси. Административный центр Мстиславского района.
Находится на реке Вихра, притоке Сожа. Расположен недалеко от границы с Россией (13 км), в 62 км к юго-востоку от Горок, к 40 км к северу от Кричева и 107 км к востоку от Могилёва. Ближайшая железнодорожная станция Ходосы (линия Орша — Кричев) расположена в 19 км к юго-западу. Узел автомобильных дорог Р73 (Могилёв — Чаусы — Граница Российской Федерации (Каськово)), Р15 (Кричев — Орша — Лепель) и Р96 (Могилёв — Рясно — Мстиславль).
Численность населения — 9 951 человек (на 1 января 2025 года).

## Геральдика
Герб утверждён решением Мстиславского районного исполнительного комитета от 29 ноября 2000 года № 11-20 и зарегистрирован в Гербовом матрикуле Республики Беларусь 5 апреля 2001 года № 53.
Флаг учреждён Указом Президента Республики Беларусь от 24 августа 2006 года № 526 и зарегистрирован в Государственном геральдическом регистре Республики Беларусь 29 августа 2006 года Б-95.

## История

### Первые поселения
Древнейшее поселение на территории города ― городище (Девичья гора) днепро-двинской культуры (до I века до н. э.). Но город непосредственно возник на Замковой горе: в 1959 году здесь найден культурный слой с деревянными постройками и предметами XII века. Древний город состоял из княжеского замка с валом и рвом и близлежащего посада. В 1980 году в Мстиславле на Замковой горе был найден фрагмент берестяной грамоты начала XIII века. В 2014 году в слое первой половины XII века на территории замчища была найдена ещё одна берестяная грамота и заготовка грамоты, содержащая две буквы и княжеский знак трезубец. Археологические раскопки Игоря Марзалюка из Могилёвского государственного университета им. А. А. Кулешова показали, что между 1098 и 1101 годом на территории нынешнего города уже было постоянное средневековое поселение.

### Древнерусский период
Город был основан в 1135 году смоленским князем Ростиславом Мстиславичем и назван в честь своего отца Мстислава Великого. Первое упоминание в Ипатьевской летописи за 1156 год, когда им владел Давыд Ростиславич. Древний Мстиславль состоял из Мстиславского детинца, укреплённого рвом и валами, и окольного города.
В 1180—1197 гг. город был центром удельного Мстиславского княжества под управлением Мстислава Романовича. В территорию княжества входили земли нынешних Мстиславского, Чериковского и Чаусского районов с городами Радомль и Рясно. После смерти смоленского князя Давыда, дяди Мстислава Романовича, он был признан смоленским князем и присоединил Мстиславское княжество к Смоленскому.
В начале XIII века город был важным центром Смоленского княжества.

### В составе Великого княжества Литовского
В 1359 году литовский князь Ольгерд захватил Мстиславль и присоединил его к Великому княжеству Литовскому. С этого времени начинается история Мстиславля как центра отдельного княжества.
В 1386 году, пользуясь отсутствием князя и других вельмож из-за свадьбы и коронации великого князя литовского Ягайло в Кракове, смоленский князь Святослав Иванович осадил Мстиславль 7 мая, но не смог его взять в течение 11 дней. Литовские войска под предводительством братьев Ягайло князей Скиргайло и Витовта подошли к городу и после битвы на берегах Вихры сняли осаду. Смоляне потерпели поражение. Святослав был убит, а его дети — Юрий и Глеб — взяты в плен. В битве также погиб племянник смоленского князя Святослава Иван Васильевич.
Семён(Симеон)-Лугвений Ольгердович в Грюнвальдской битве (1410) командовал тремя хоругвями из Смоленска, Мстиславля и Стародуба, которые устояли во время первого удара войск Тевтонского ордена. Семён-Лугвений, женившись на православной, перешёл из католичества в православие. Он начал строительство в окрестностях Мстиславля Пустынского монастыря, развалины которого, ныне реставрируемые, являются местом паломничества. Князь стал основателем династии князей Мстиславских.
В 1501 году в битве под Мстиславлем литовское войско потерпело поражение от русского войска, посланного в Литву, однако сам замок взят не был. В 1514 году во время русско-литовской войны князь мстиславский Михаил присоединил княжество к Русскому государству, но после проигранной битвы под Оршей был вынужден бежать в Москву, после чего княжество стало староством Великого княжества Литовского.

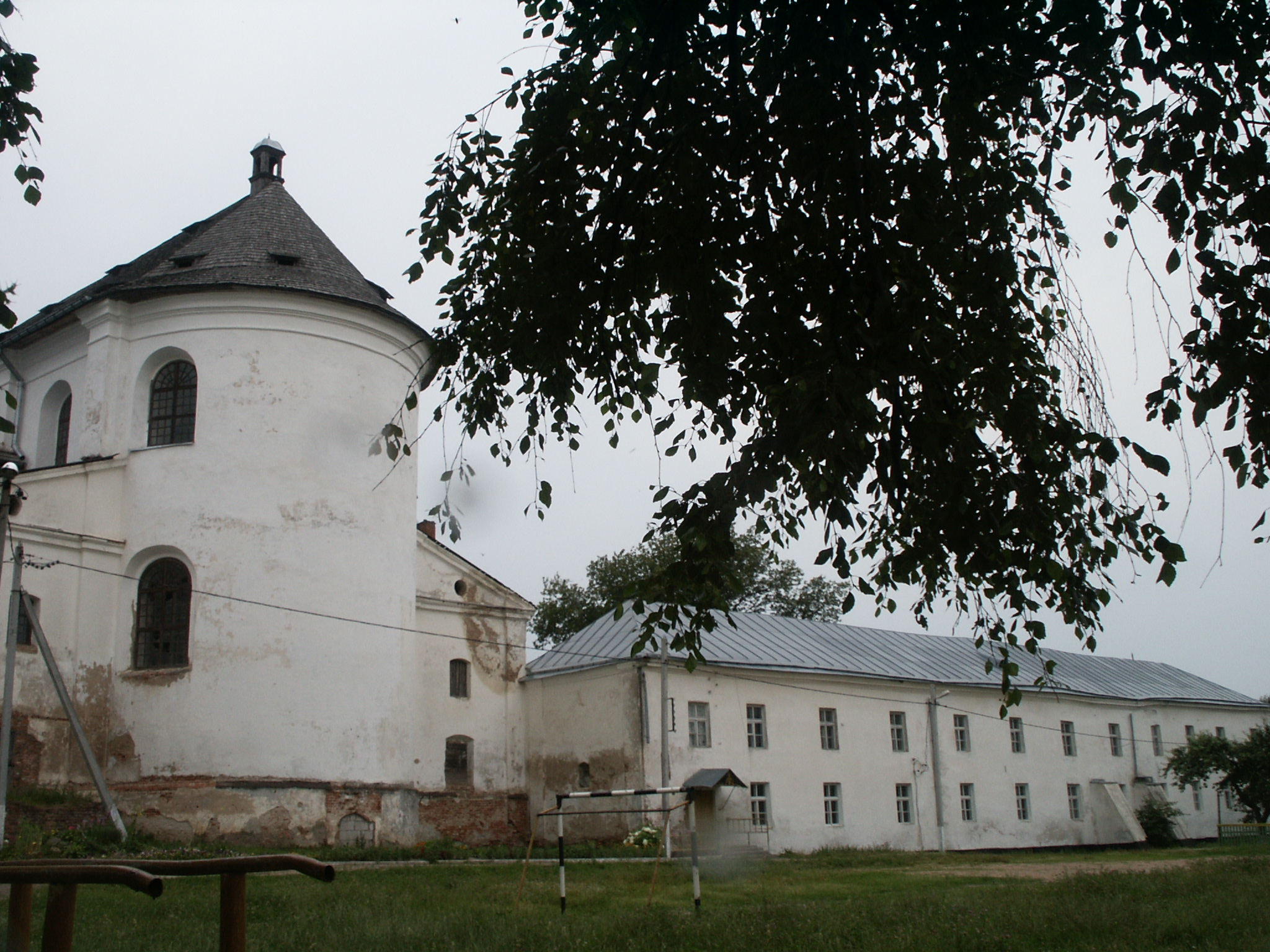
Здание Иезуитского коллегиума, XVII век

С 1528 года во владении Сигизмунда II Августа, королевская волость, центр староства.
После административной реформы 1564—1566 годов центр Мстиславского воеводства.
В 1634 году король Речи Посполитой Владислав IV пожаловал городу Магдебургское право, а также герб. Для увеличения доходов магистрату было позволено построить лавки, хлебные амбары, мясные ряды, городские бани, воскобойни. Имевшие дома на городской земле евреи в правах и повинностях были приравнены к горожанам.
В 1654 году во время осады Смоленска войсками царя Алексея Михайловича, к Мстиславлю был послан боярин Алексей Никитич Трубецкой, который взял город штурмом. Из-за пожара, возникшего в ходе штурма, деревянный замок выгорел. Кроме замка, также был выжжен паркан (острог) и город. Выжженный Мстиславль навсегда потерял былое значение, а замок серьёзно пострадал. Существуют противоречивые сообщения о гибели в ходе осады большей части населения города (подробнее см. взятие Мстиславля). После измены гетмана Выговского царю в 1658 году Мстиславль оказался в руках запорожских казаков. Русское войско во главе с князем Лобановым-Ростовским после длительной осады вновь взяло город в марте 1659 года, предварительно разгромив у стен Мстиславля подошедшее казацко-литовское деблокадное войско. По Андрусовскому перемирию 1667 года город вернулся в состав Речи Посполитой.
30 августа 1708 года вблизи Мстиславля, у деревни Доброе, состоялось сражение русских и шведских войск, в котором шведам было нанесено первое ощутимое поражение. Во время посещения города Пётр I принял петицию от городских евреев, которые жаловались на мародёрство солдат.
Словацкий евангелист Даниэль Крман (1663—1740) в своём дневнике, написанном на латинском языке, рассказывает про Мстиславль в годы Северной войны следующее: «…В этот самый день (9 (20) сентября 1708 года — прим.) мы пересекли границы Московии, дойдя до московитского города Миханович (Мигновичи), расположенного между Смоленском и Мисциславией (Мстиславль). Там мы услышали, что Мисциславия сожжена царём».

### В составе Российской империи
В 1772 году, после присоединения в результате Первого раздела Речи Посполитой части территории современной Белоруссии к Российской империи, Мстиславское воеводство переименовано в провинцию Могилёвской губернии, в Мстиславле учреждена провинциальная канцелярия.
В 1777 году Могилёвская губерния разделена на уезды, Мстиславль становится уездным городом, а территория провинции разделена на другие уезды. В 1778 году утверждён регулярный план Мстиславля, который обозначил прямоугольную планировку и систему площадей. Построен деревянный дворец (1787, сгорел в 1858). В 1789 году открылось народное училище.
В 1781 году Мстиславль получает новый герб: красная лисица на серебряном фоне.
В январе 1787 года, во время своего путешествия во вновь присоединенные земли, город посетила императрица Екатерина II.
Во время Отечественной войны 1812 года город был разорён.

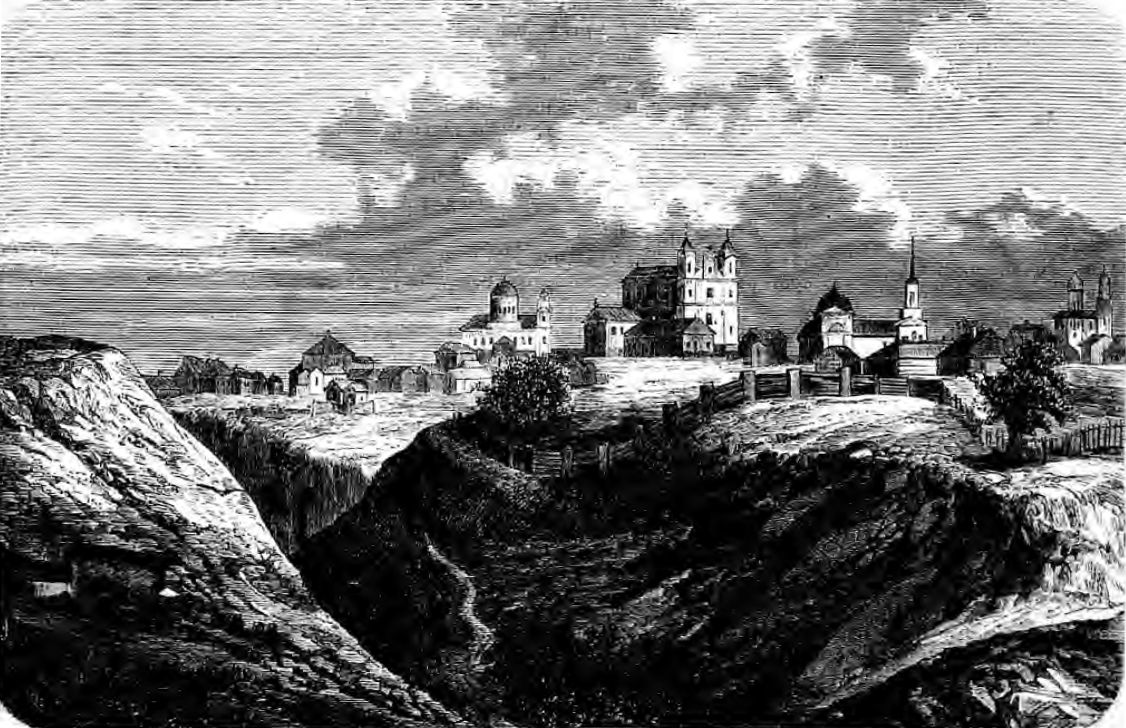
Мстиславль. Гравюра середины XIX века

В 1835 году Фаддей Булгарин писал в «Путевых заметках на поездке из Дерпта в Беларусь и обратно»:
После Черикова, Чаус, Климовичей и Кричева и всех вообще белорусских городов, в том числе и Полоцка, исключая только Витебск и Могилёв, Мстиславль показался мне столицей! … Много красивых домиков, особенно на площади; новый собор великолепен; католические костёлы превосходной и, так сказать, ненаглядной архитектуры, порядочные лавки и вообще много жизни и движения в городе, в котором много русских торговцев. Здесь даже есть аптека, и прекрасная! Это более нежели удивительно. Город лежит на крутом берегу реки Вехри. Со стороны реки вид на город прелестный. До сих пор сохранились остатки земляного вала, которым обнесён был город.
В 1858 году Мстиславль сильно пострадал от пожара, сгорело около 500 строений.

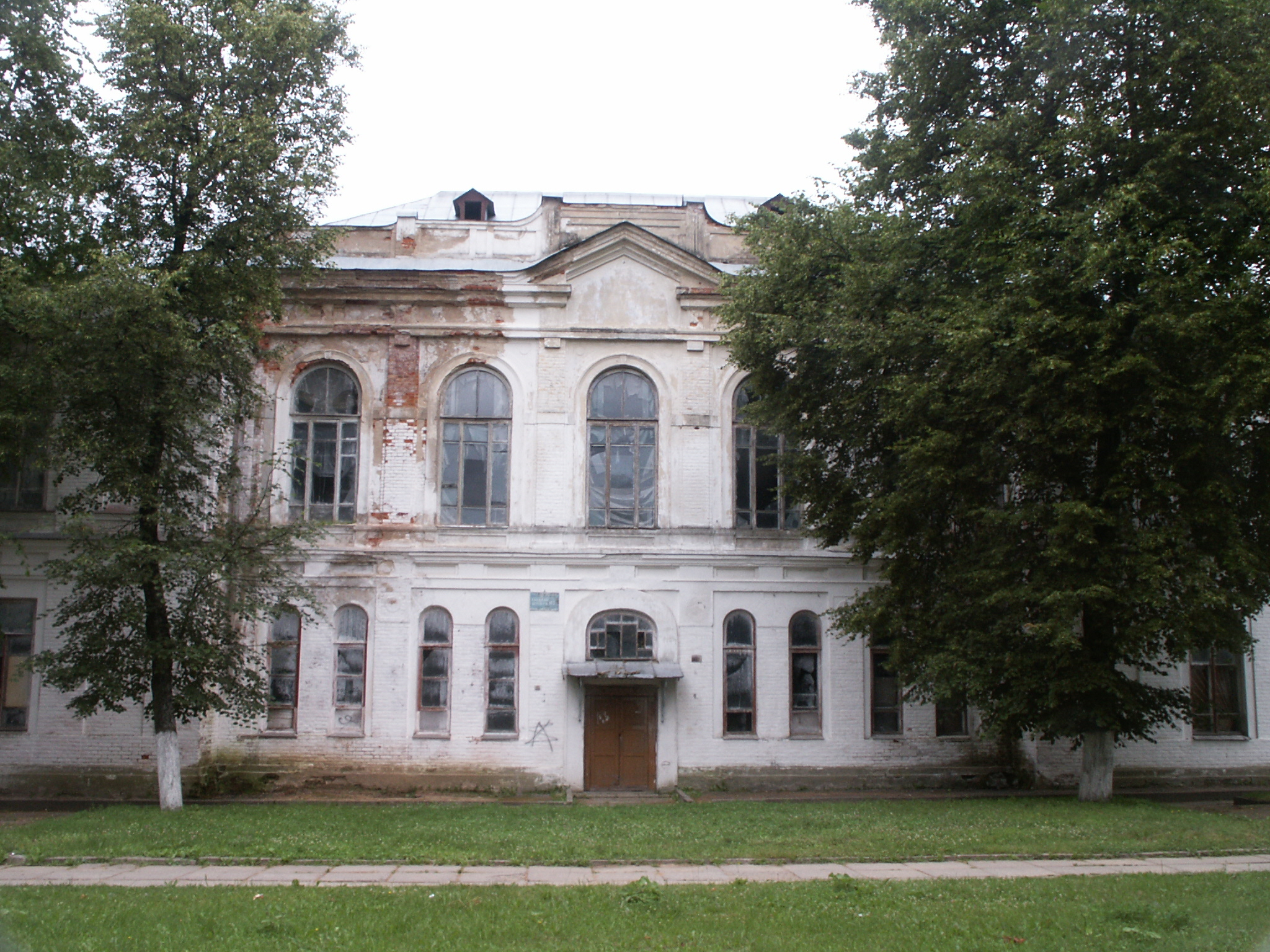
Современное состояние здания Мстиславской мужской гимназии, постройка начала XX века

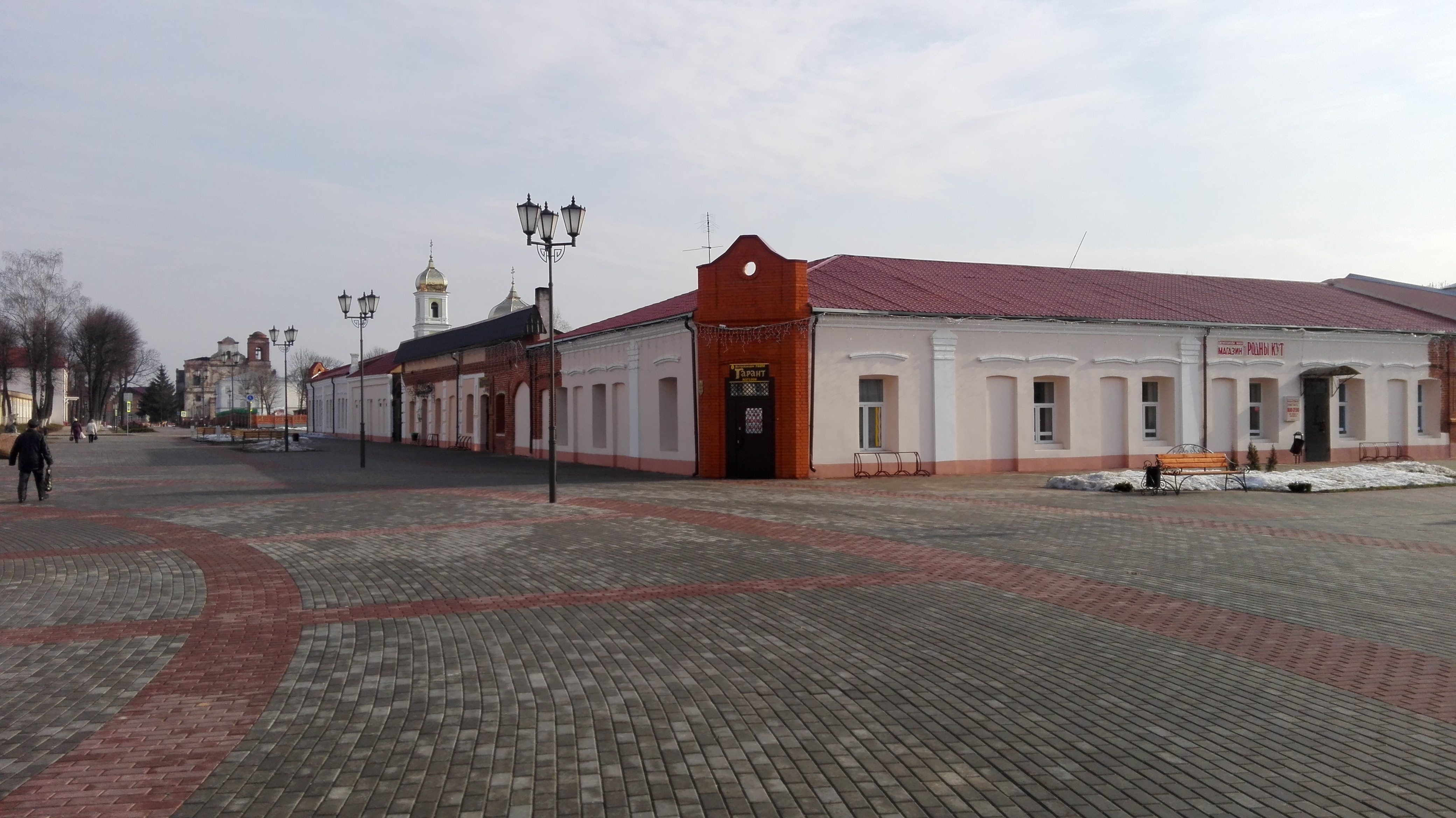
Торговые ряды начала XX века

По переписи населения Российской империи 1897 года в городе насчитывалось 8514 жителей (62 % неграмотных), в том числе 5072 еврея, 2833 белоруса, 475 русских, 108 поляков. Здесь находились кожевенный, кирпичный, пивоваренный и другие мелкие предприятия, 3 училища, 3 больницы.
В начале XX века — 1048 жилых домов, в том числе 25 кирпичных, мужская и женская гимназии, 2 библиотеки, издательство, 3 монастыря, 3 церкви, костёл, синагога, больница, аптека.
В начале XX века в городе работали мужская и женская гимназии, мужское и женское приходские училища, 4-х классное духовное училище.
В 1914 году в городе 28 предприятий, где работали около 100 человек; 1048 домов.
Город отображался в титуле российских государей и на Большом гербе Российской империи.

### В составе СССР
С 1919 года Мстиславль входил в состав Смоленской губернии РСФСР, был центром уезда, с 17 июля 1924 — в составе БССР, центр Мстиславского района, который входил в Калининский округ (1924—1927), затем — в Оршанский округ (1927—1930). С 1938 года — в Могилёвской области. В 1939 году в населённом пункте насчитывалось 10,5 тысяч жителей.
Весной 1919 г. солдаты Польского корпуса генерала Юзефа Довбор-Мусницкого сражались в районе Мстиславля.
В 1919 году город Мстиславль направил прошение главе Пилсудского о присоединении к Польской Республике.
С июля 1941 года по 28 сентября 1943 года город был оккупирован немецкими войсками. Евреев города содержали в гетто, а 15 октября 1941 года убили последних ещё живых. После освобождения города Мстиславля от оккупации евреев в нём не осталось. После войны в Кагальном рву был установлен небольшой обелиск с надписью о «зверском расстреле еврейского населения города Мстиславля». Спустя небольшое время он был снесён и только в 2005 году был установлен новый мемориальный знак (на этот раз слово евреи на нём отсутствовало). В 2011 году, на 70-ю годовщину трагедии памятник был обновлён и на нём была добавлена надпись: «На этом месте фашистские палачи 15 октября 1941 г. зверски убили 1300 евреев, а позднее в 1941—1943 гг. — 168 белорусов и 35 цыган, в основном женщин, детей и стариков.»

### В составе Республики Беларусь
В 1995 году в городе открыта лаборатория радиационно-экологического мониторинга для контроля обстановки в пределах 100 км зоны Смоленской АЭС.
20 октября 1995 года административные единицы Мстиславский район и город Мстиславль, имеющие общий административный центр, объединены в одну административную единицу — Мстиславский район.

## Население
Численность населения — 9 951 человек (на 1 января 2025 года). Численность населения — 10 063 человек (на 1 января 2023 года), 9 457 (на 1 января 2024 года).
| Численность населения: |
| График не отображается по техническим причинам. Чтобы исправить это, воспроизведите график в новом формате, если это возможно. |

| Год            | 1939   | 1959   | 1970   | 1979     | 1989     | 2001     | 2006     | 2011     | 2016     | 2018     | 2023     | 2024    | 2025    |
| -------------- | ------ | ------ | ------ | -------- | -------- | -------- | -------- | -------- | -------- | -------- | -------- | ------- | ------- |
| Население чел. | 10 515 | ▼ 8052 | ▲ 9728 | ▲ 10 164 | ▲ 11 230 | ▲ 11 688 | ▼ 11 184 | ▼ 10 704 | ▼ 10 376 | ▼ 10 343 | ▼ 10 063 | ▼ 9 457 | ▼ 9 951 |

| Национальный состав | Национальный состав | Национальный состав | Национальный состав | Национальный состав | Национальный состав | Национальный состав | Национальный состав | Национальный состав | Национальный состав | Национальный состав |
| Перепись 2019 года  | Перепись 2019 года  | Перепись 2019 года  | Перепись 2019 года  | Перепись 2019 года  | Перепись 2019 года  | Перепись 2019 года  | Перепись 2019 года  | Перепись 2019 года  | Перепись 2019 года  | Перепись 2019 года  |
| ------------------- | ------------------- | ------------------- | ------------------- | ------------------- | ------------------- | ------------------- | ------------------- | ------------------- | ------------------- | ------------------- |
| Всего (2019)        | белорусы            | белорусы            | русские             | русские             | украинцы            | украинцы            |                     |                     |                     |                     |
| 10 225              | 9028                | 88,29 %             | 792                 | 7,75 %              | 56                  | 0,55 %              |                     |                     |                     |                     |
| Перепись 2009 года  |                     |                     |                     |                     |                     |                     |                     |                     |                     |                     |
| Всего (2009)        | белорусы            | белорусы            | русские             | русские             | украинцы            | украинцы            | евреи               | евреи               | поляки              | поляки              |
| 10 804              | 9567                | 88,55 %             | 1076                | 9,96 %              | 66                  | 0,61 %              | 15                  | 0,14 %              | 15                  | 0,14 %              |
| 10 804              | цыгане              | цыгане              | армяне              | армяне              | литовцы             | литовцы             | азербайджанцы       | азербайджанцы       | молдаване           | молдаване           |
| 10 804              | 14                  | 0,13 %              | 12                  | 0,11 %              | 6                   | 0,06 %              | 5                   | 0,05 %              | 5                   | 0,05 %              |
| Перепись 1939 года  |                     |                     |                     |                     |                     |                     |                     |                     |                     |                     |
| Всего (1939)        | белорусы            | белорусы            | евреи               | евреи               | русские             | русские             | украинцы            | украинцы            | поляки              | поляки              |
| 10 515              | 6469                | 61,52 %             | 2067                | 19,66 %             | 1670                | 15,88 %             | 230                 | 2,19 %              | 34                  | 0,32 %              |

## Генеральный план
Первый регулярный план (1778) в основном определил планировочную структуру города. Существенную роль в архитектурном облике города играют памятники истории и архитектуры в сочетании с богатым природным ландшафтом. Генпланы 1961 и 1977 годов выделяют центральное планировочное ядро, в композицию которого включены памятники архитектуры XVII—XVIII веков и исторические зоны. Последующая капитальная застройка велась вдоль Могилёвского шоссе. Промышленные зоны расположены в южной и восточной частях города.

### Архитектура

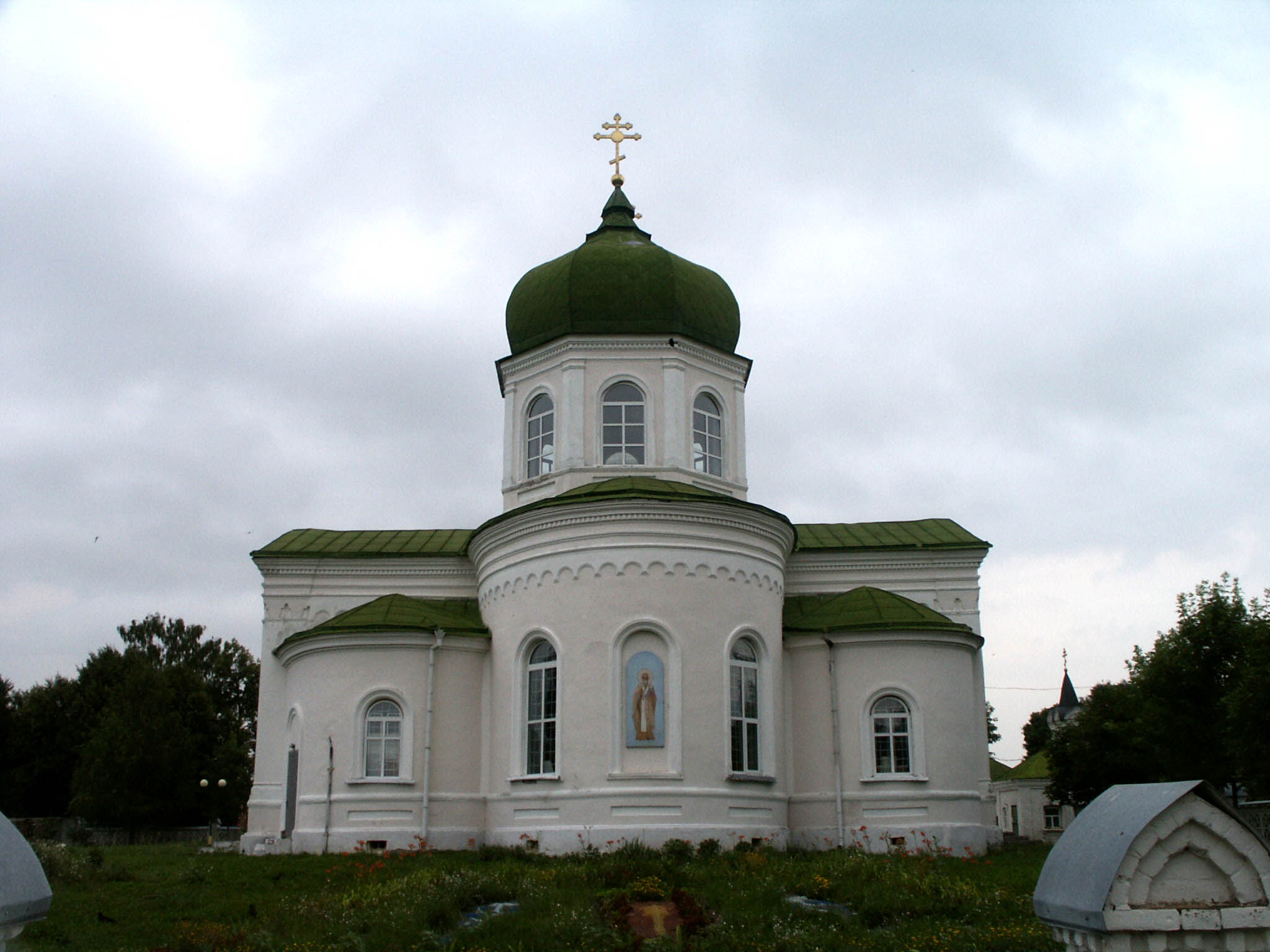
Собор Александра Невского был построен в конце XIX века на фундаменте католического костёла

Здания Кармелитского (1637, перестроен 1746—50) и Иезуитского костёлов (1730—38, перестроен в 1836) представляют архитектурный интерес. Кроме этого, в центре города находятся торговые ряды XIX веков. Они являются памятником архитектуры и истории. Они были построены в начале XX века на месте древнего рынка, который существовал там со Средних веков и вплоть до XIX столетия.

## Экономика
Мстиславль и его окрестности — одни из самых бедных в стране. Среднемесячная номинальная начисленная заработная плата (до вычета подоходного налога и второй части страховых отчислений) в 2017 году в районе составила 553,2 рубля (около 275 долларов). По средней зарплате занимают 23-е (последнее) место в Могилёвской области и 122-е место среди 129 районов и городов областного подчинения Республики Беларусь.
В городе расположено несколько промышленных предприятий пищевой и лёгкой промышленности:
- Производственное унитарное предприятие «Мстиславльмолоко» филиал холдинга «Бабушкина крынка»[40], в 2019 году предприятие ликвидировано как самостоятельное юридическое лицо и продолжило существование в качестве филиала «Мстиславский» ОАО «Бабушкина крынка». Предприятие занимает территорию бывшего Тупичевского монастыря[41]
- Хлебозавод, Мстиславский филиал ОАО «Булочно-кондитерская компания „Домочай“»[42]
- Филиал ООО «Починковская швейная фабрика»[43]
- ОАО «Мстиславльлён» — производит льноволокно из местного льна-долгунца для нужд Оршанского льнокомбината[44]

В 1929—1931 годах в Мстиславле действовала Коробчинская фосфоритная мельница

## Образование
В Мстиславле действует государственный строительный колледж. В городе есть две общеобразовательные школы, Центр детского творчества и Детская школа искусств.
В городе расположена Мстиславская специальная общеобразовательная школа-интернат для детей с тяжёлыми нарушениями речи — единственное учреждение этого профиля в Могилёвской области.

## Культура

Памятник Петру Мстиславцу

В художественной культуре известные так называемые мстиславские изразцы ― изделия городских мастеров-ценинников XV—XVII веков. Рисунок мстиславских изразцов отличается богатой цветовой гаммой, декоративными мотивами. Из мастеров наиболее известен Степан Полубес, который был взят в плен и вывезен в Россию взявшим город князем Алексеем Трубецким, который «одолжил» его настоятелю Воскресенского монастыря вместе с другими мастерами-земляками украшавший храмы и царские палаты в Русском государстве в XVII веке..
В мстиславском костёле кармелитов сохранились фрески (середина XVIII века) в стиле барокко, из которых выделяются «Взятие Мстиславля московскими войсками в 1654» и «Избиение ксендзов».
Неподалёку от Мстиславля находился Тупичевский Святодуховский монастырь, где в 1645 году построена церковь Сошествия Св. Духа с росписями по деревянной брусчатой стене.
Расположено учреждение культуры «Мстиславский районный историко-археологический музей».
О городе Владимиром Короткевичем написана художественно-документальная книга «Мстиславль».

## События и мероприятия
- 2 сентября 2001 года прошёл VIII День белорусской письменности
- Праздник средневековой культуры «Рыцарскi фэст» — ежегодно с 2008 года[49][50]
- Фестиваль искусств имени Народного артиста Белорусской ССР Н. Н. Чуркина[51]— ежегодно
- В 2016 году прошёл областной фестиваль «Дажынкi»
- В 2023 году прошли мероприятия по случаю празднования 888-летия со дня образования Мстиславля и 80-й годовщины освобождения района от немецко-фашистских захватчиков[52]

## Достопримечательности

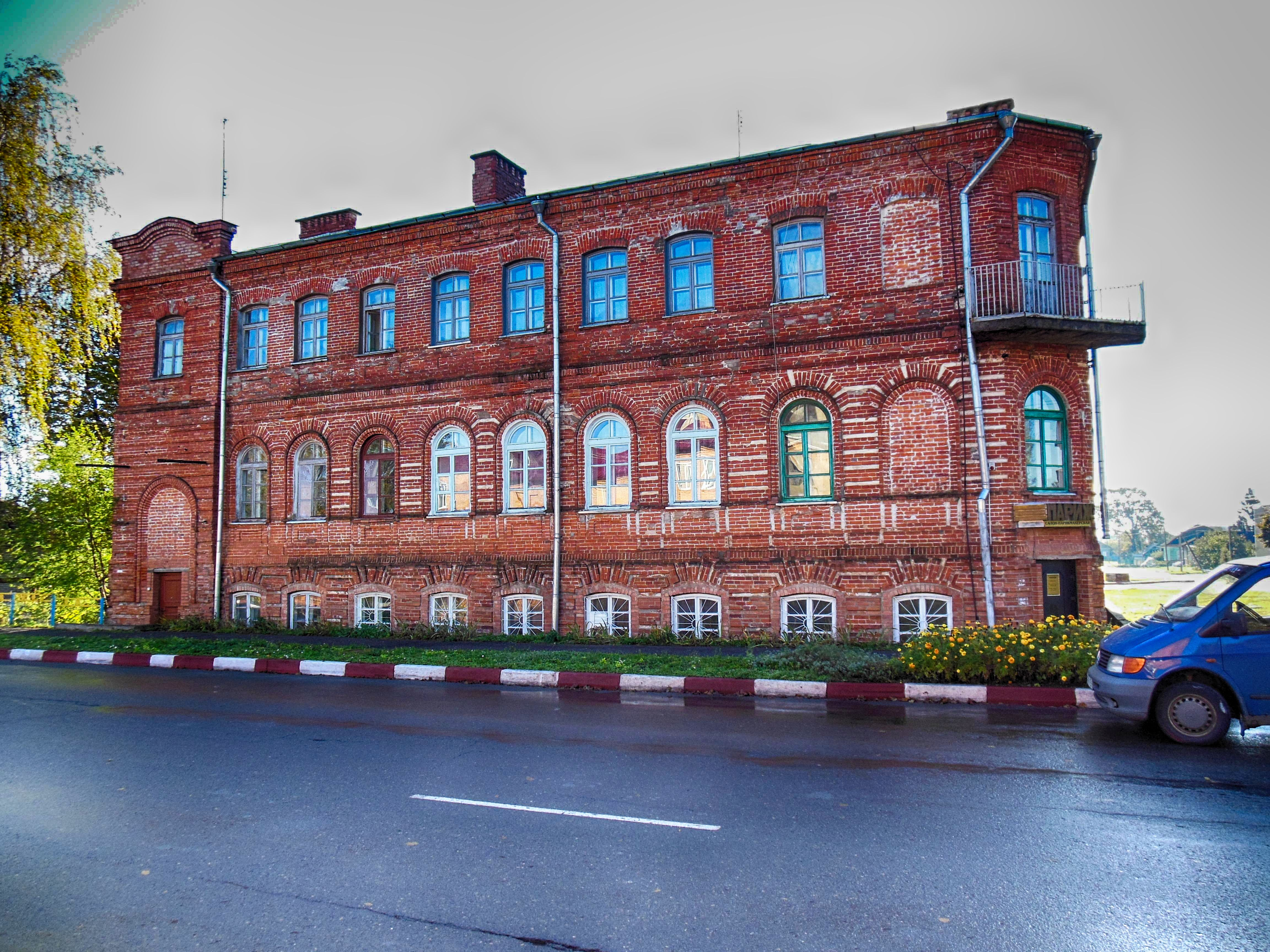
Здание бывшего дворянского схода и гостиницы «Париж»

На территории города расположены два археологических памятника — Девичья гора (городище I в. до н. э.) и Замковая гора (средневековый город).
Иезуитский костёл середины XVIII века находится в руинах.
В городе установлены два памятника Петру Мстиславцу, а также памятник первому уездному комиссару и председателю исполкома Мстиславского Совета рабочих, крестьянских и солдатских депутатов А. Л. Юрченко.

### Исторические здания
- Здание бывшего дворянского схода и гостиницы «Париж» (конец XIX — начало XX вв.) — памятник архитектуры эклектики,  Историко-культурная ценность Республики Беларусь, шифр 513Г001062.

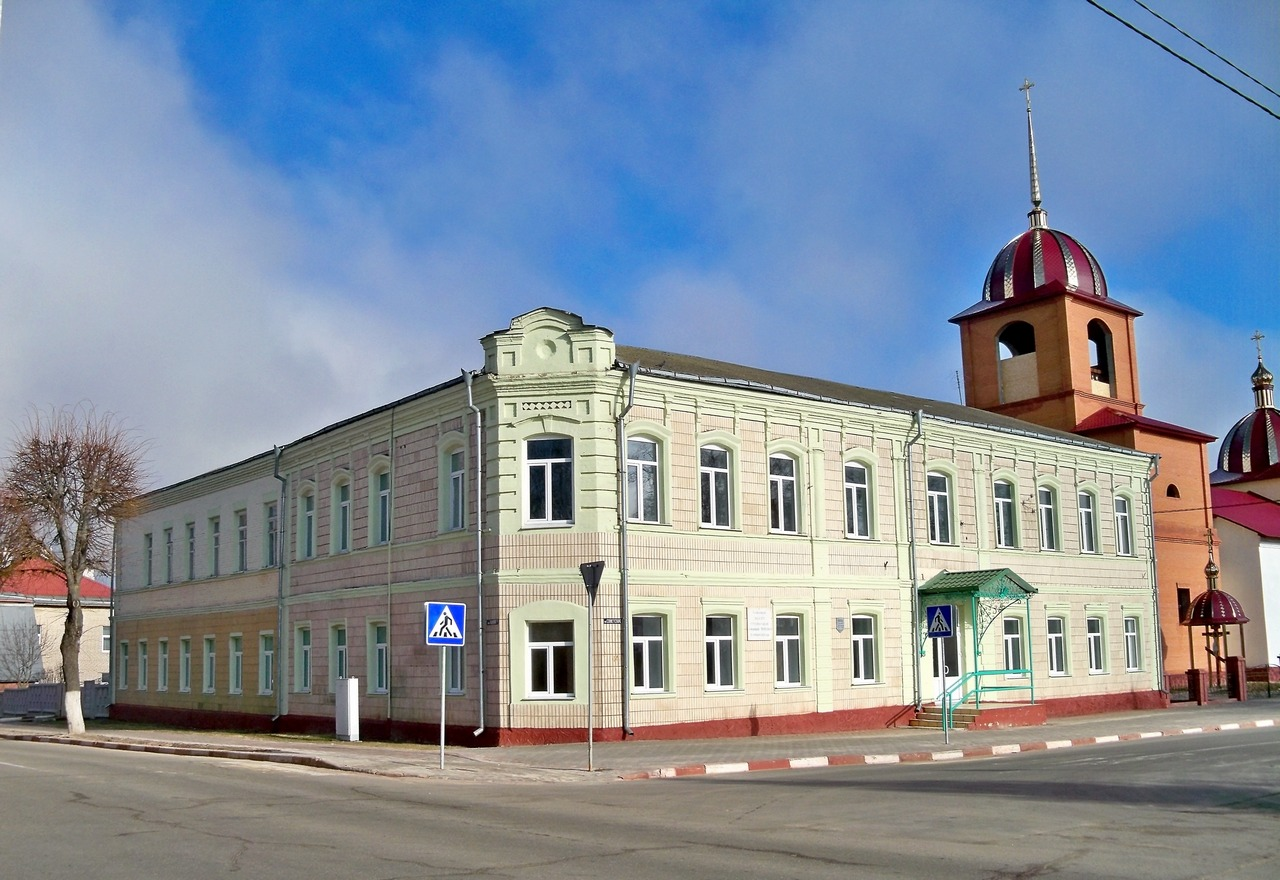
Здание казначейства

- Здание казначействаЗдание бывшего военного учреждения (конец XIX в.) — памятник архитектуры эклектики,  Историко-культурная ценность Республики Беларусь, шифр 513Г000511.
- Здание бывшей гостиницы «Лондон» (конец XIX — начало XX в.) —  Историко-культурная ценность Республики Беларусь, шифр 513Г001063.
- Здание бывшей земской управы (конец XIX — начало XX в.) — памятник архитектуры неоклассицизма,  Историко-культурная ценность Республики Беларусь, шифр 513Г000506.
- Здание бывшей мужской гимназии (1908 год) — памятник архитектуры эклектики,  Историко-культурная ценность Республики Беларусь, шифр 513Г000509.
- Здание бывшей почты (начало XX в.) —  Историко-культурная ценность Республики Беларусь, шифр 513Г001059.
- Здание казначейства (конец XIX — начало XX в.) — памятник архитектуры эклектики,  Историко-культурная ценность Республики Беларусь, шифр 513Г000512.
- Здание уездного училища (1-я пол. XIX в.) —  Историко-культурная ценность Республики Беларусь, шифр 513Г001064.
- Здание пожарной каланчи (XX в.) —  Историко-культурная ценность Республики Беларусь, шифр 513Г001060.
- Бывший дом ростовщика В. Виленкина (начало XX в.) —  Историко-культурная ценность Республики Беларусь, шифр 513Г001065.
- Торговые ряды (начало XX в.) — памятник архитектуры эклектики,  Историко-культурная ценность Республики Беларусь, шифр 513Г000503.
- Лямус (конец XIX — начало XX вв.) —  Историко-культурная ценность Республики Беларусь, шифр 513Г001061.

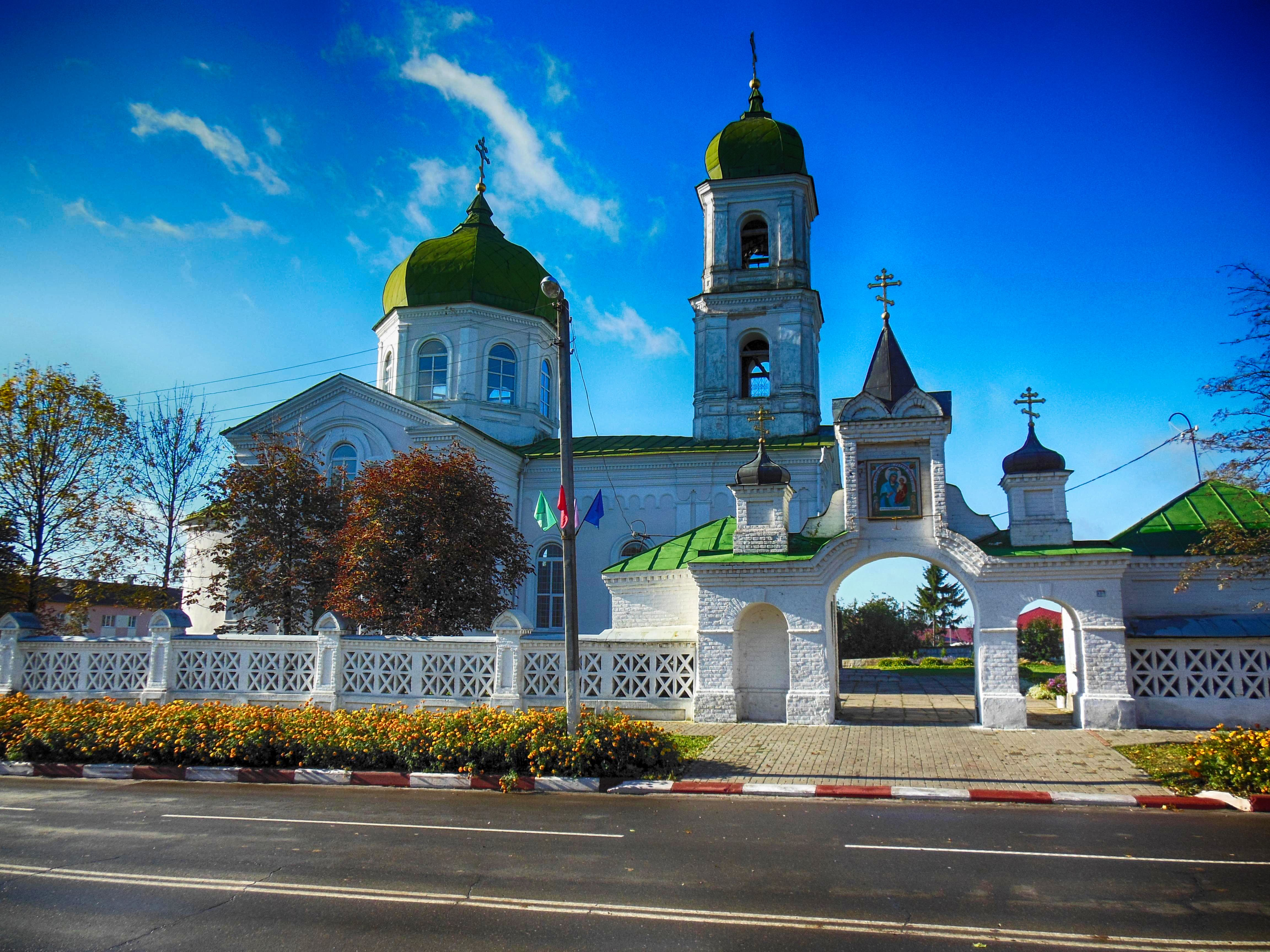
Собор Александра Невского

- Собор Александра НевскогоПаровая мельница (начало XX в.) — памятник промышленной архитектуры,  Историко-культурная ценность Республики Беларусь, шифр 513Г000508.

### Культовое зодчество
- Костёл Успения Пресвятой Девы Марии и кляштор кармелитов (1614, 1746—1750 гг.) — памятник архитектуры барокко,  Историко-культурная ценность Республики Беларусь, шифр 511Г000504.
- Костёл Святого Михаила Архангела и кляштор иезуитов (1730—1738 гг.) — памятник архитектуры барокко,  Историко-культурная ценность Республики Беларусь, шифр 512Г000510.
- Собор Александра Невского (1870 год) — памятник архитектуры эклектики,  Историко-культурная ценность Республики Беларусь, шифр 512Г000507.
- Свято-Троицкая церковь (1834 год) — памятник архитектуры классицизма.
- Спасо-Преображенская церковь (2-я половина XIX в.) — памятник народного зодчества,  Историко-культурная ценность Республики Беларусь, шифр 513Г000513.
- Церковь в честь образа Божьей Матери «Тупичевский» (1871 год) — памятник архитектуры ретроспективно-русского стиля.

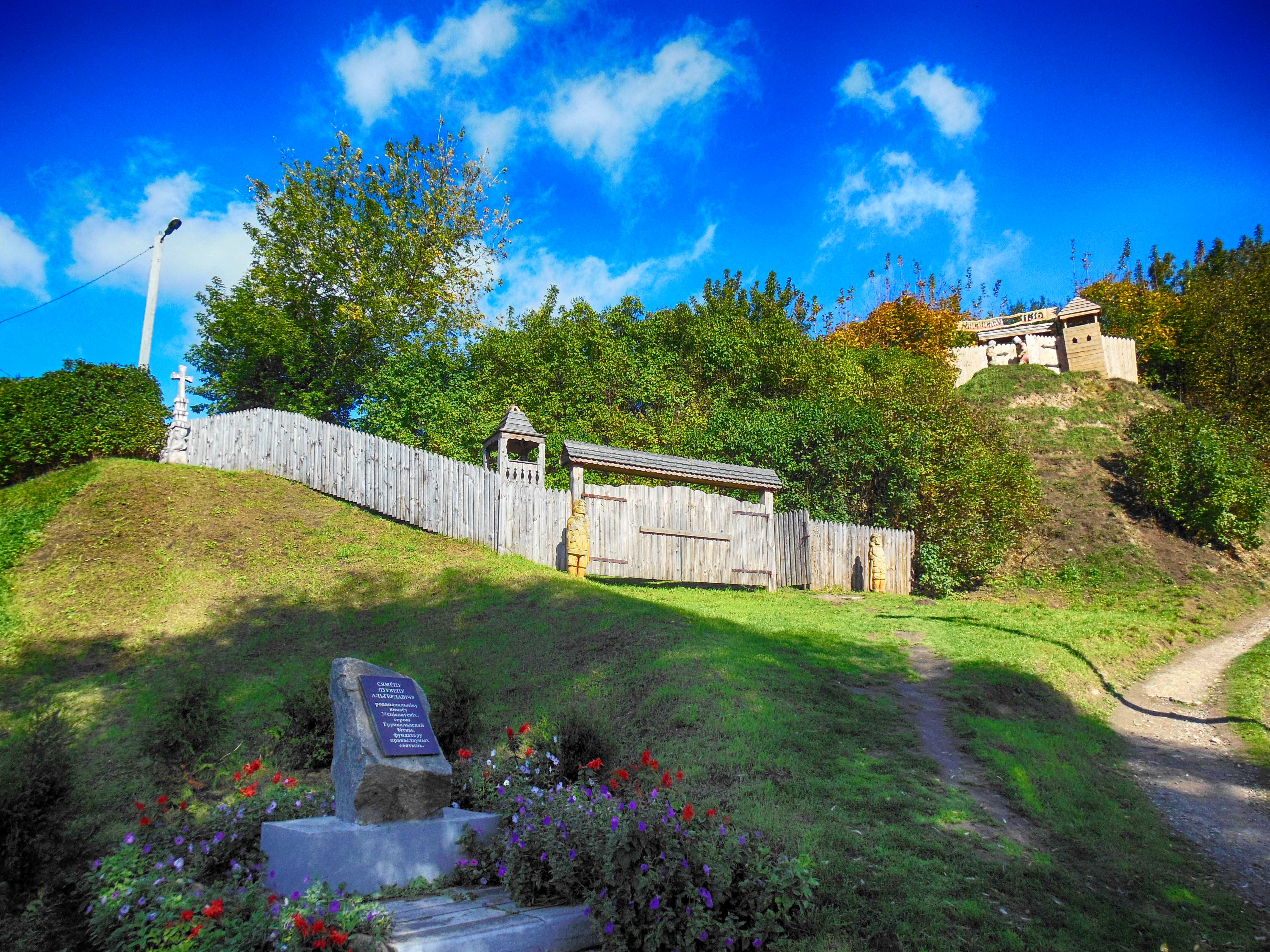
Замковая гора (XII—XIII вв.)

### Памятники археологии
- Девичья гора (1-е тыс. до н. э. — 1-е тыс. н. э.) —  Историко-культурная ценность Республики Беларусь, шифр 512В001058.
- Замковая гора (XII—XIII вв.) —  Историко-культурная ценность Республики Беларусь, шифр 512В001057.
- Селище (XVI—XVIII вв.) —  Историко-культурная ценность Республики Беларусь, шифр 513В000910.
- Селище (XVI—XVIII вв.) —  Историко-культурная ценность Республики Беларусь, шифр 513В000911.

### Памятники истории
- Памятник В. И. Ленину.
- Братская могила советских воинов (1943 год) —  Историко-культурная ценность Республики Беларусь, шифр 513Д000505.
- Братская могила советских воинов, ул. Дзержинского.
- Кагальный колодец — гидрологический памятник природы местного значения.
- Могила жертв фашизма.
- Памятник Петру Мстиславцу (1986 год), установлен около иезуитского костёла.
- Памятник Петру Мстиславцу (2001 год), установлен на центральной площади.
- Памятник-самолёт МиГ-17.
- Памятники на могиле участника Октябрьской революции и председателя Мстиславского уездного исполкома А. Л. Юрченко и красноармейца П. К. Цирикова.
- Памятный знак мичману И. П. Кулакову, уроженцу деревни Петрыги. Открыт 31 июля 2017 года в Парке Мира.

### Утраченное наследие
- Костёл Пресвятой Девы Марии Ангельской и кляштор бернардинцев (XVIII в.) — утрачен во 2-й половине XIX в.
- Тупичевский монастырь (XVII — начало XX вв.) — разрушен в 1950—1960-х гг.
- Синагога и дом раввина, ул. Ленина — снесены в 2022 году

## Галерея

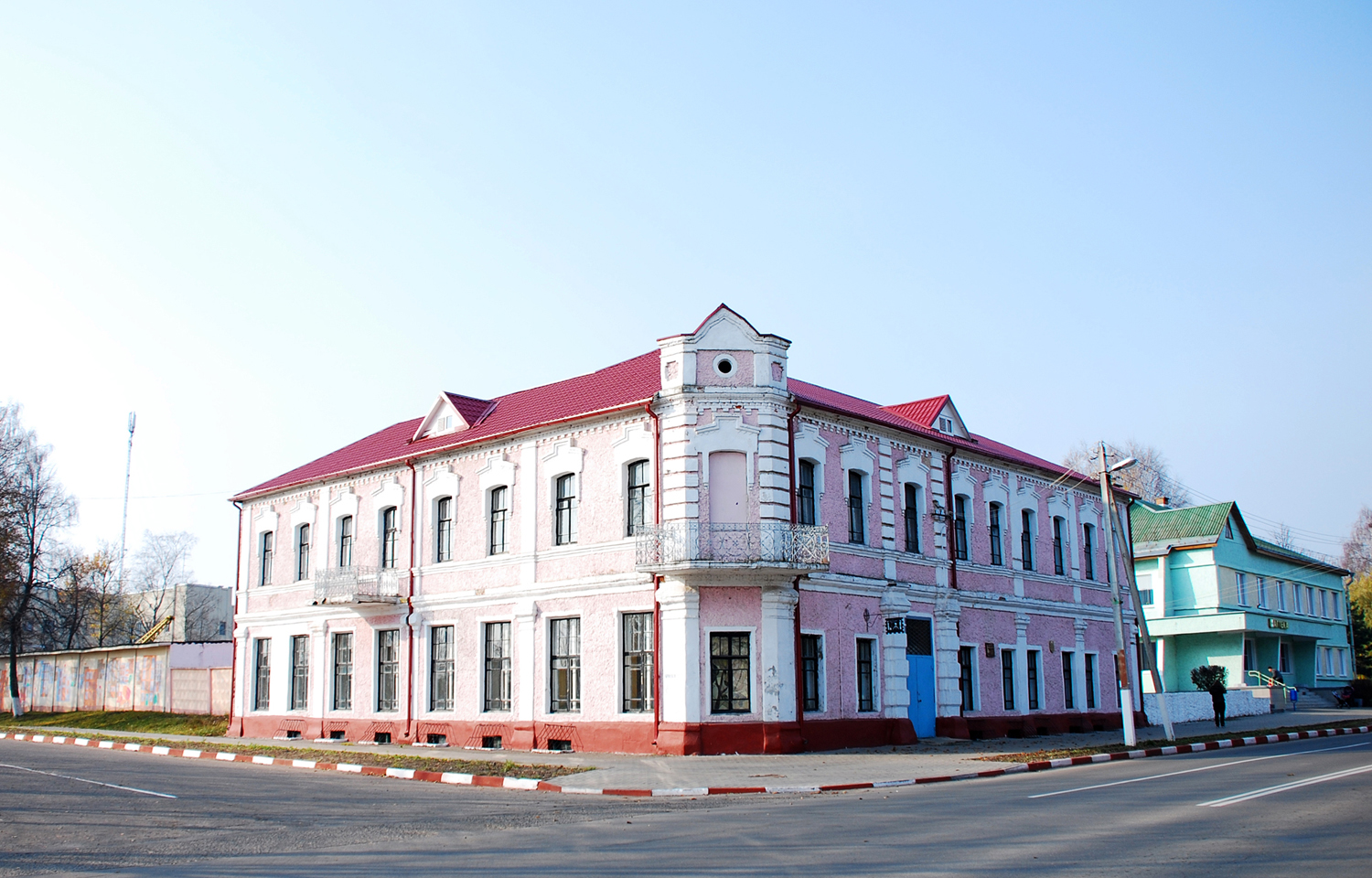
Здание бывшей земской управы
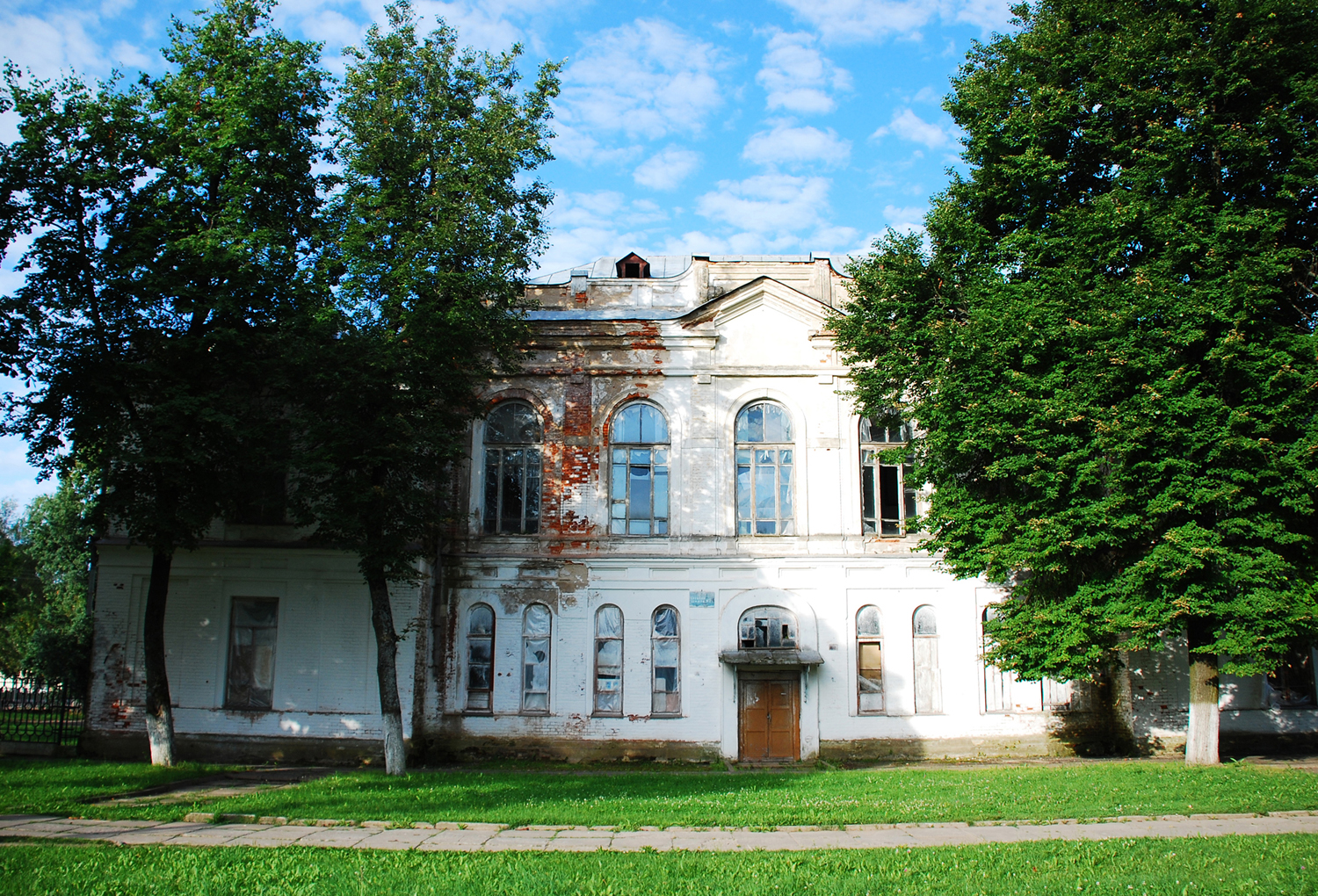
Здание бывшей мужской гимназии
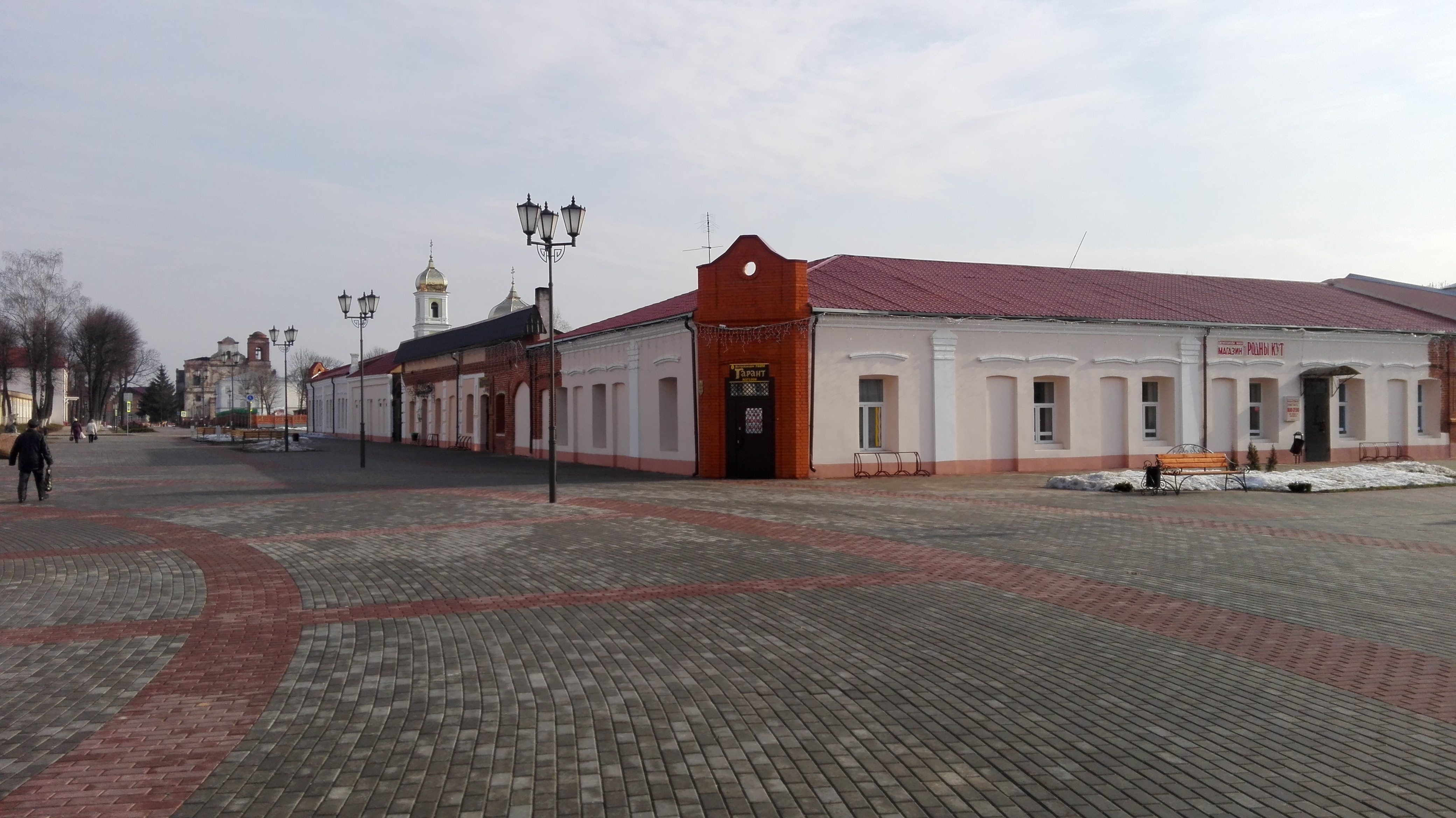
Торговые ряды
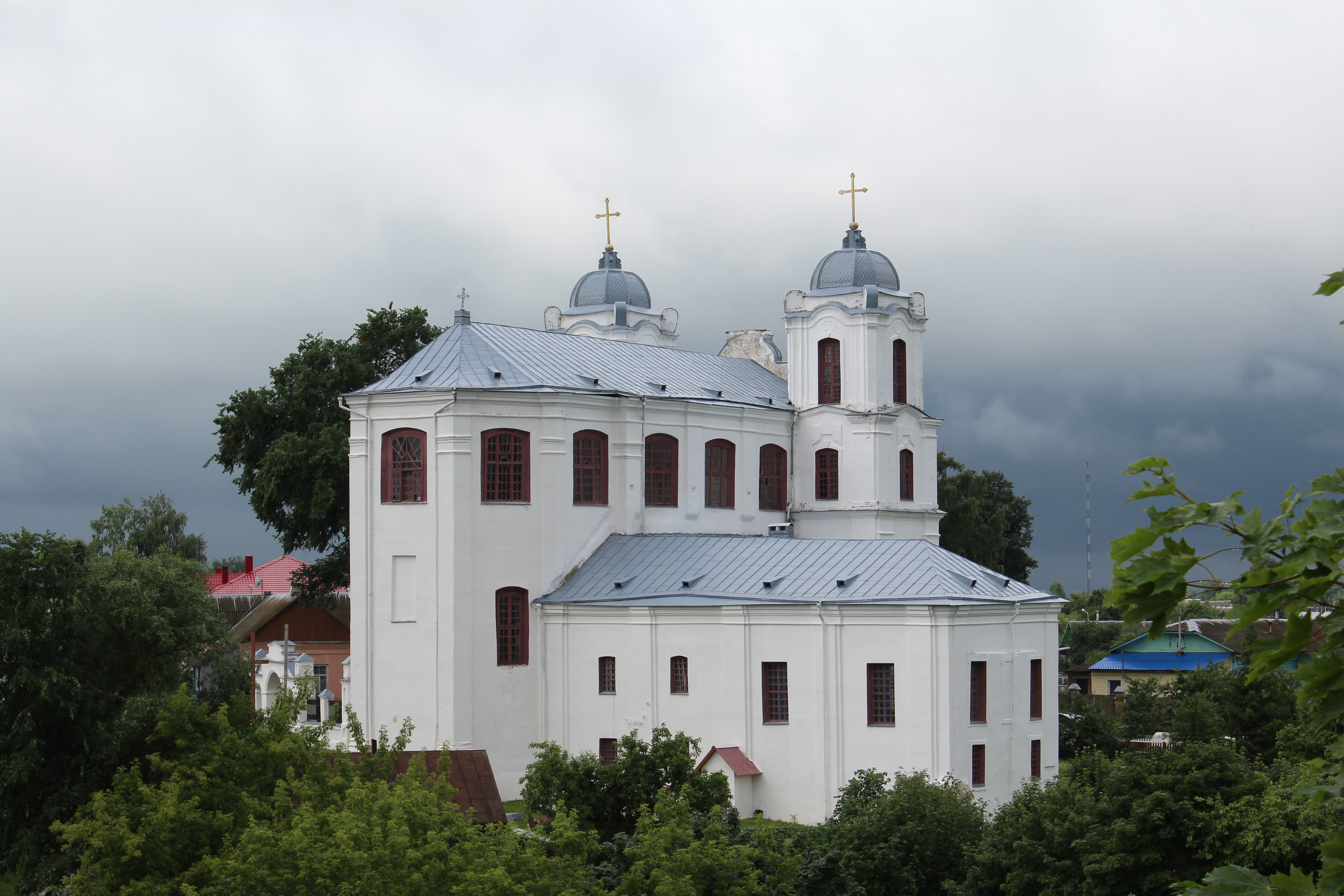
Костел Успения Пресвятой Девы Марии, вид с боку Замковой горы
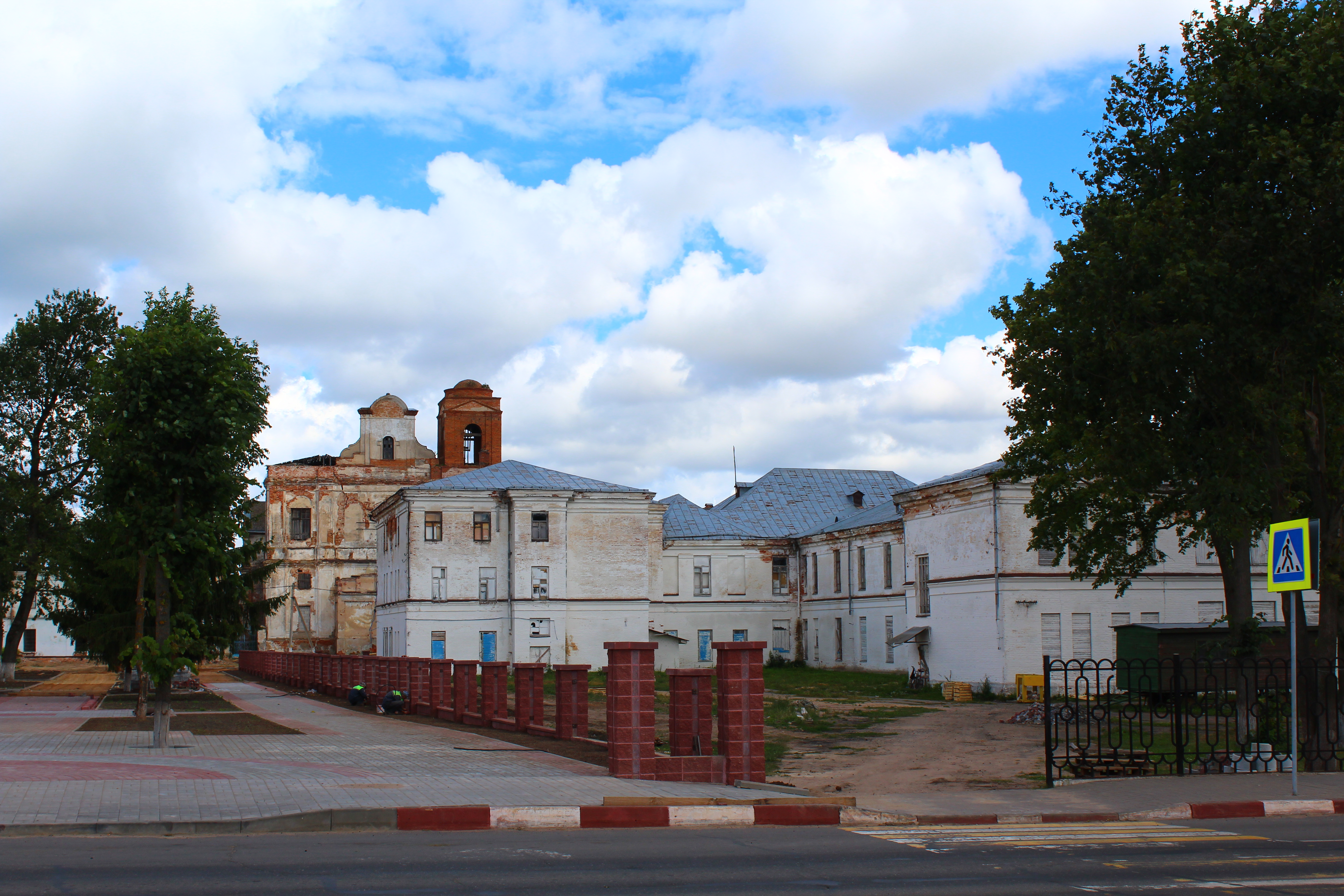
Вид на костёл Св. Михаила Архангела и здание бывшей мужской гимназии
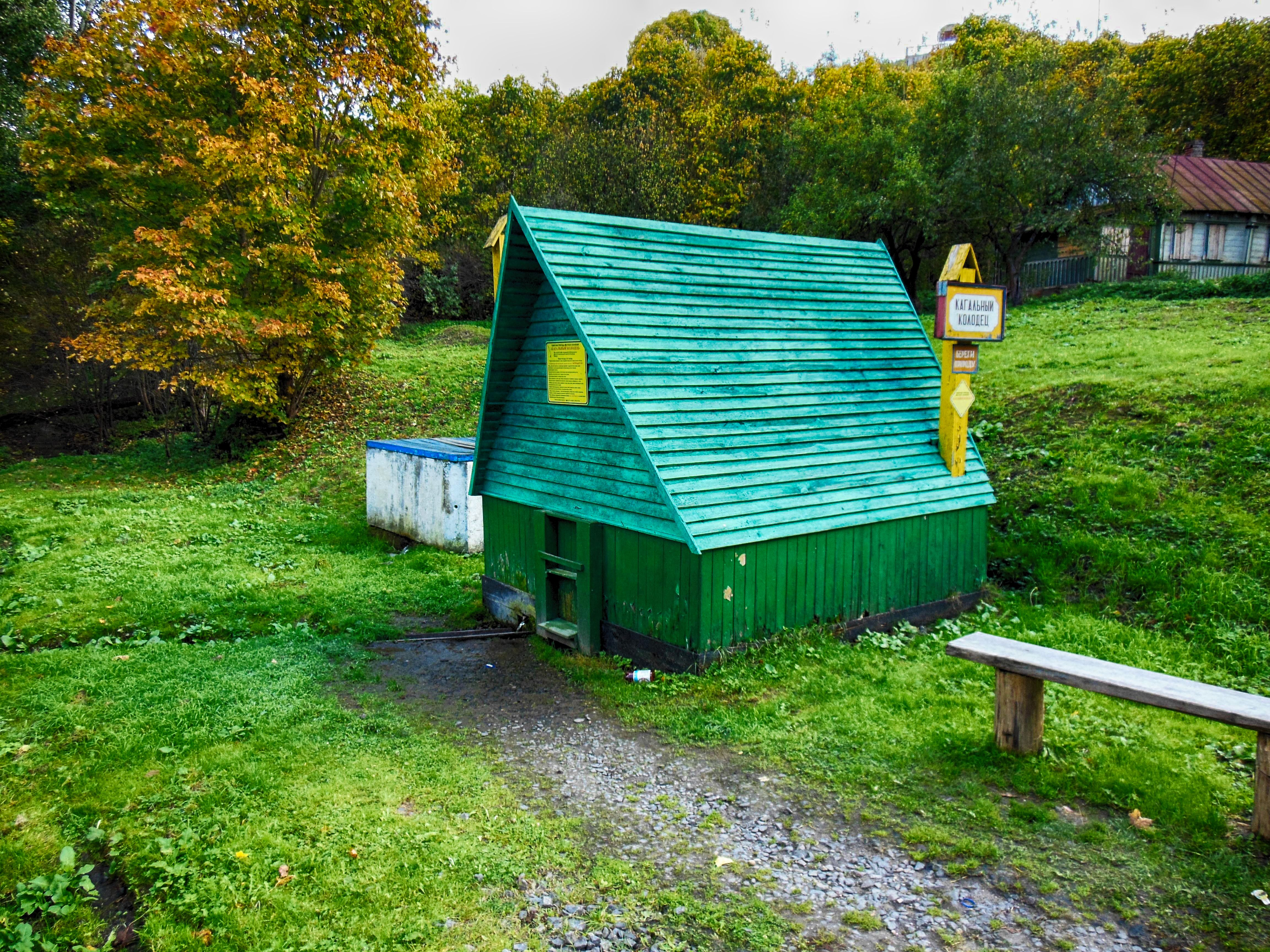
Кагальный колодец